# Kotrohou
Les Kotrohous sont une population d'Afrique de l'Ouest vivant principalement dans le sud de la Côte d'Ivoire dans des villes telles que Guitry, Fresco et Grand-Lahou. Ils sont également connus sous le vocable Lègrègnoua qui signifie "les hommes des dents d'éléphant''. Appartenant à l'une des premières ethnies de l'espace ivoirien, qui est le Protokrou ils ont gagné la zone de Fresco par le littoral vers la fin de 17esiècle ou à l'aube du 18esiècle avant de s'établir sur l'île Nvrom, sur la lagune Nyi. ils y ont été rejoints par les Kognoua, autre groupe également en fuite depuis Kumasi pour les mêmes raisons, qui gagneront Fresco au terme d'un exode par l'intérieur des terres. Les Kotrohou, tout comme les Kognoua ne sont pas Krou mais Akan, même s'ils sont communément considérés comme te